# Bodo Lukowski
Bodo Lukowski (ur. 2 czerwca 1961) – zachodnioniemiecki, a potem niemiecki zapaśnik walczący w stylu wolnym. Dwukrotny olimpijczyk. Dziesiąty w Los Angeles 1984 i czternasty w Seulu 1988. Walczył w kategorii do 90 kg.
Dziesiąty na mistrzostwach świata w 1982. Piąty na mistrzostwach Europy w 1987 roku.
Mistrz RFN w 1984, 1985, 1986 i 1989; drugi w 1983 i 1988; trzeci w 1987 i 1990. Wicemistrz Niemiec w 1993 roku.